# Golovinomyces
Golovinomyces är ett släkte av svampar. Golovinomyces ingår i familjen Erysiphaceae, ordningen mjöldagg, klassen Leotiomycetes, divisionen sporsäcksvampar och riket svampar.
Arter enligt Catalogue of Life:
- Golovinomyces cynoglossi
- Golovinomyces orontii
- Golovinomyces cichoracearum